# Hrîhorivka, Oleksandria
Hrîhorivka (în ucraineană Григорівка) este un sat în așezarea urbană Nova Praha din raionul Oleksandria, regiunea Kirovohrad, Ucraina.

## Demografie
Componența lingvistică a localității Hrîhorivka
     Ucraineană (97,4%)
     Rusă (1,3%)
Conform recensământului din 2001, majoritatea populației localității Hrîhorivka era vorbitoare de ucraineană (97,4%), existând în minoritate și vorbitori de rusă (1,3%).